# Sam Doumit
Sam Doumit est une actrice américaine née le 24 avril 1975 à Sacramento, Californie (États-Unis).

## Filmographie
- 1997-2000 : Chérie, j'ai rétréci les gosses : Maggie
- 1999 : On the Ropes : Maya
- 1999 : Little Savant : Posse Member
- 1999 : Undressed (série TV) : Jana (1999: Season 1)
- 2001 : Beyond the Pale : Dina
- 2001 : Taylor's Wall (TV) : Taylor Manning
- 2002 : Une nana au poil (The Hot Chick) : Eden
- 2003 : The Utopian Society : Nera
- 2004 : Just Hustle : Naomi Rose
- 2004 : Longtime Listener, 12th Time Caller (vidéo) : Nancy

## Jeux de théâtre
- KY2 (2000)
- No to fear (2005)
- The Taming of Shrew (2006)